# Радянское (Донецкая область)
Радянское (укр. Радянське) / Лавриново (укр. Лавринове) — село на Украине, находится в Тельмановском районе Донецкой области. Под контролем самопровозглашённой Донецкой Народной Республики.

## География
Село расположено на правом берегу реки под названием Грузский Еланчик.
С: Садки, Михайловка, Греково-Александровка (все выше по течению Грузского Еланчика)
СЗ: Зерновое
СВ: Новоалександровка
З: Свободное, Терновка
В:  Зори (на противоположном берегу Грузского Еланчика)
ЮЗ: Калинино, Октябрьское
ЮВ: —
Ю: Ивановка, Коньково (все ниже по течению Грузского Еланчика)

## История
12 мая 2016 года Верховная Рада Украины присвоила селу название Лавриново в рамках кампании по декоммунизации на Украине. Переименование не было признано властями самопровозглашенной ДНР.

## Население
Население по переписи 2001 года составляло 132 человека.

## Общие сведения
Код КОАТУУ — 1424883206. Почтовый индекс — 87100. Телефонный код — 6279.

## Адрес местного совета
87170, Донецкая область, Тельмановский р-н, с.Михайловка, ул.Центральная, 13а